# El Algarrobo (Ayabaca)
El Algarrobo es un caserío peruano ubicado en el distrito de Ayabaca, perteneciente a la provincia homónima del departamento de Piura, al norte del Perú. 

## Ubicación
El Algarrobo se ubica al norte de la provincia de Ayabaca, en el distrito de Ayabaca, en el departamento de Piura.

## Demografía
En 2017 El Algarrobo tenía una población de 145 habitantes.